# Boumboulassa Kado
Boumboulassa Kado (auch: Bomboulasa, Bomboulassa, Bouboulassa) ist ein Dorf in der Landgemeinde Namaro in Niger.

## Geographie
Das von einem traditionellen Ortsvorsteher (chef traditionnel) geleitete Dorf liegt am rechten Ufer des Flusses Niger. Es befindet sich rund fünf Kilometer nordwestlich des Hauptorts Namaro der gleichnamigen Landgemeinde, die zum Departement Kollo in der Region Tillabéri gehört. Zu den Siedlungen in der näheren Umgebung von Boumboulassa Kado zählen Koria Gourma stromaufwärts im Norden und Zama Koira Zéno am gegenüberliegenden Flussufer im Osten.
Boumboulassa Kado ist Teil der Übergangszone zwischen Sahel und Sudan. Die durchschnittliche jährliche Niederschlagshöhe beträgt hier zwischen 400 und 500 mm.

## Bevölkerung
Bei der Volkszählung 2012 hatte Boumboulassa Kado 350 Einwohner, die in 44 Haushalten lebten. Bei der Volkszählung 2001 betrug die Einwohnerzahl 271 in 34 Haushalten.

## Wirtschaft und Infrastruktur
Es gibt eine Schule im Dorf. Zwischen Boumboulassa Kado und dem Flussufer verläuft die 214,1 Kilometer lange Nationalstraße 4, die die Hauptstadt Niamey mit der Staatsgrenze zu Burkina Faso verbindet.